# Дурланген
Дурланген (нем. Durlangen) — община в Германии, в земле Баден-Вюртемберг. 
Подчиняется административному округу Штутгарт. Входит в состав района Восточный Альб.  Население составляет 2893 человека (на 31 декабря 2010 года). Занимает площадь 10,43 км².